# Node-RED
Node-RED (укр. Нод-РЕД) — інструмент для візуального програмування потоком даних, розроблений працівниками компанії IBM для поєднання різноманітних пристроїв, API та онлайн-сервісів як складових частин Інтернету речей.
Node-RED дає змогу працювати з браузерним редактором потоків даних як окремими вузлами з різним функціоналом, що уможливлюють створення JavaScript-функцій. Причому можна використовувати як базові вузли, якими одразу забезпечений Node-RED, так і встановлювати вузли з додатковим функціоналом з репозиторію NPM або ж навіть створити свій власний вузол з унікальним функціоналом. Програми або ж їхні частини, розроблені за допомогою Node-RED, можуть бути збережені та поширені для вільного використання. Саме середовище побудовано на основі Node.js. Потоки, створені за допомогою Node-RED, зберігаються у вигляді JSON. Починаючи з MQTT версії 0.14, вузли можна налаштовувати для TLS-з'єднання.
За ініціативою IBM у 2016 році Node-RED став відкритим програмним забезпеченням (open-source) як частина проекту JS Foundation. [Архівовано 24 грудня 2019 у Wayback Machine.]